# Nemotelus rufus
Nemotelus rufus är en tvåvingeart som först beskrevs av De Geer 1776.  Nemotelus rufus ingår i släktet Nemotelus och familjen snäppflugor.
Artens utbredningsområde är Frankrike. Inga underarter finns listade i Catalogue of Life.